# Onthophagus circulator
Onthophagus circulator är en skalbaggsart som beskrevs av Edmund Reitter 1891. Onthophagus circulator ingår i släktet Onthophagus och familjen bladhorningar. Inga underarter finns listade i Catalogue of Life.